# Епископ вршачки Иларион
Иларион (световно Жарко Радонић; Мол (Бачка), 27. август/8. септембар 1871 — Осијек, 4. март 1932) је био епископ Српске православне цркве.

## Световни живот
Жарко Радонић рођен је у Молу у Бачкој, 8. септембра 1871. године. Потиче од чувене породице Радонић - Гувернадуровић, која је некад била веома моћна у Црној Гори. Када се та породица иселила из Црне Горе прешла је у Далмацију. Из Далмације је један њен огранак отишао у Угарску. Од те угарске лозе је деда-стриц Жарков, познати српски сликар Новак Радонић. Родитељи Жаркови, отац Александар богати економ у Молу и мајка Неранџа, имали су три сина и три кћерке. Поред митрополита Иларина, то су др Сима Радонић адвокат у Молу и др Јован Радонић професор Универзитета у Београд познати историчар. Када је 1910. године Иларион постао митрополит, са њим су живели, сестра Софија са својом кћерком Меланијом.
После завршене Српске православне велике гимназије у Новом Саду 1890. године, уписао се у Стару карловачку богословију, који завршава 1894. године. У Карловцима је био 1891-1892. године књижничар Богословско књижевног друштва "Слога". По завршетку исте, студирао је следеће три године (са државним испитом) правне науке у Јегри и Пешти. Право је напустио на позив митрополита Никола Мандића и дошао почетком 1898. године у Рељево да предаје. Као дипломирани теолог и правник прелази у Босну и постаје професор Рељевске богословије у Сарајеву. Од суплента је брзо постао професор, и то остао до избора за митрополита.

## На владичанском трону
Замонашио се Жарко 14. септембра 1899. године у манастиру Озрену, када је добио ново име Иларион. Рукоположен је у сарајевској цркви у чин ђакона 3., а у чин презвитера - јеромонаха 11. октобра 1899. године. Декретом од 15. јуна 1901. године постаје митрополијски синђел, а 6. јануара 1904. године - протосинђел. Чин архимандрита добија 6. децембра 1909. године. Ректором поменуте богословије постао је такође 1909. године.
Своје радове је објављивао у сарајевском "Источнику“, који је и уређивао са великим успехом (1900-1908). Почео је у раној младости да пише; прве радове је објавио у сомборском "Голубу". Касније је сарадник српских листова новосадског "Јавор", мостарске "Зоре" (1896) и новосадског "Браник" и других. Био је члан Одбора за штампање црквених књига у Сарајеву.
Свештенство и народ су га кандидовали 7. октобра 1909. године на конференцији у Тузли. За митрополита зворничко-тузланског изабран је од стране Светог синода цариградске патријаршије 14. децембра 1909. године, а хиротонисан је у Тузли 15. маја 1910. године. Он је у исто време (1910) архиепископ и митрополит зворничко-и али и егзарх Далмације. Током Првог светског рата нарочито се заузимао код власти, за српски живаљ и православно свештенство у Босни и Херцеговини. После Првог светског рата постаје члан Средишног архијерејског сабора, који је изршио све припреме за васпостављење уједињене Српске патријаршије. Иларион је био једно време потпредседник Светог Синода и председник Великог духовног суда. Био је носилац Ордена Св. Саве са лентом и Ордена Св. Гроба са лентом.
По својој жељи прешао је у Вршачку епархију 6. априла 1922. године, и у њој остао до 1929. године, када је пензионисан по молби, због болести. Умро је у Осијеку где је био настањен 4. марта 1932. године, и сахрањен на градском гробљу.